# حالة أطفال العالم
حالة أطفال العالم هو تقرير سنوي نُشر من قبل منظمة الأمم المتحدة للطفولة (اليونيسيف). وهو المنشور الرئيس للمنظمة. وقد تم نشر أول تقرير في عام 1980 وقام بتقديمه جيمس ب. جراند (المدير التنفيذي لليونيسيف في ذلك الوقت). ويعد بيتر أدامسون هو مؤلف التقرير وظل كذلك لمدة خمسة عشر عاماً. وكان نشره لتقرير حالة أطفال العالم (1983-1982) بمثابة بدء ثورة إحياء الطفل.
وبعد نهاية مدة المنحة في اليونيسيف ووفاة بيتر في عام 1995 أصبحت حالة أطفال العالم تلقى اهتماما أقل.

## المحتوى
أشعلت حالة أطفال العالم (1983-1982) [ثورة إحياء الطفل]، ودفعت إلى (م ع رت)  «GOBI» (مراقبة النمو، علاج الإماهة الفموية، الرضاعة الطبيعية، والتحصين).
وقد طرح تقرير عام 1988 ضرورة التحالف الكبير للأطفال بين الحكومات، والمدارس، والإعلام وما إلى ذلك، لمواصلة ثورة إحياء الطفل وتطويره.
وغطى تقرير مؤتمر القمة العالمي للطفولة عام 1991-والذي عُقد في العام السابق- الالتزام الذي تعهدت به القمة، كما يعمل كسجل.
في عام 2015 نشر تقرير بواسطة حالة أطفال العالم بعنوان «إعادة تخيل المستقبل»، والذي يعرض العمل المتعلق بصحة الأطفال وحقوقهم في العالم، وذلك في سياق الذكرى السنوية الخامسة والعشرين لاتفاقية حقوق الطفل. وقد بحث التقرير أيضًا في ضرورة زيادة الابتكار، وسلط الضوء على بعض الأمثلة؛ كسماعة الأذن الشمسية (شاحن بطاريات لأجهزة السمع الاذنية القابلة لإعادة الشحن بالطاقة الشمسية)، والإدارة المجتمعية لسوء التغذية الحادة.